# Compatibilidad de los axiomas de la aritmética
La cuestión de la compatibilidad de los axiomas de la aritmética, también conocida como segundo problema de Hilbert (uno de los 23 problemas expuestos en 1900 por el matemático alemán David Hilbert), señala la importancia y la necesidad de formalizar la matemática. Esta inquietud nace a partir de la incertidumbre que se generó al hacer deducciones sobre axiomas que no son tan evidentes como podrían parecer a primera vista, y en este punto se hace notar el contraste de las matemáticas con la geometría, donde los axiomas son de algún modo visibles como es el caso de los postulados de Euclides.

## La Nueva Matemática de Hilbert
Para Hilbert la nueva aritmética nacería a partir de un conjunto de fórmulas demostrables construidas con signos de un alfabeto, sin apelar al significado de dichos signos; este último punto propone una marcada división con los postulados geométricos que son dependientes del significado de términos como punto, línea, plano.

### Sistema de axioma propuesto para la nueva matemática
{\displaystyle x=x} (Identidad)
{\displaystyle x=y\rightarrow \,(A(x)\rightarrow \,A(y))} (Axioma de Leibniz)
{\displaystyle \neg (sx=0)} (Axiomas para el sucesor)
{\displaystyle sx=sy\Rightarrow x=y}
{\displaystyle x+0=x} (Axiomas para la suma)
{\displaystyle sx+sy=s(x+y)}
{\displaystyle x.0=0} (Axiomas para el producto)
{\displaystyle x.sy=x.y+x}
Finalmente la base de esta nueva matemática sería una metamatematica que probaría consistentemente el conjunto de fórmulas sabiendo que al existir dos proposiciones mutuamente contradictorias solo una de estas puede ser probada.

## Conclusiones
Este problema indujo a Gödel a la formulación de sus teoremas donde llegó a una respuesta para el problema, decepcionante de alguna manera, afirmando que.
- Sin importar como se formalice la matemática, siempre habrá proposiciones {\displaystyle O\,y\,\neg O} que no son deducibles del sistema. De lo que se desprende la primera teoría de la incompletitud.
- Un sistema no puede probar su consistencia por sí mismo.